# Хушке, Эмиль
Эмиль Хушке (нем. Emil Huschke; 14 декабря 1797, Веймар, Германия — 19 июня 1858, Йена, Германия) — немецкий анатом, эмбриолог. Член «Леопольдины».
Уроженец Веймара. Окончил Веймарскую гимназию. Изучал медицину в Йенском университете и провел большую часть своей профессиональной карьеры в Йене. В 1820 году защитил диссертацию по теме: «Физиогномика и мимика». В 1827 году был назначен профессором анатомии. Эмиль Хушке был политически активен, принял участие в создании организации «Немецкое братство» (нем. Deutsche Burschenschaft) — студенческого движения за национальное единство Германии.
Эмиль Хушке был преданным сторонником натурфилософии, стремился найти связь между мозгом и душой. Он внес значительный вклад в сравнительную анатомию. Он был первым, кто описал несколько анатомических структур, которые теперь носят его имя:
- Слуховые зубчики Хушке — гребневидные выросты губы преддверного края костной спиральной пластинки улиткового протока[2];
- Хрящ Хушке — хрящевая пластинка, расположенная у нижнего края хрящевой части перегородки носа рядом с вомеро-назальным органом[3];
- Отверстие (канал) Хушке — результат дефекта оссификации височной кости. Отверстие (канал) в передне-нижнем отделе наружного слухового прохода, вплоть до установления связи с височно-нижнечелюстным суставом. Клинически значим тем, что может служить местом формирования грыжи капсулы височно-нижнечелюстного сустава, свищей между наружным слуховым проходом и околоушной железой[3].

В 1829 году Эмиль Хушке описал род немертинных червей — Notospermus.

### Семья
В 1867 году его дочь Агнес Хушке вышла замуж за знаменитого естествоиспытателя Эрнста Геккеля (1834-1919).